# تشيدم باتور
تشيدم باتور واسمها عائشة تشيدم باتور (بالتركية: Ayşe Çiğdem Batur)‏ ممثلة تركية، من أصول شركسية، ولدت في 13 يوليو 1982في دوزجه، شاركت في مسلسل وادي الذئاب في خمسة مواسم من الموسم الخامس إلى التاسع بدور ليلى تركمان. وشاركت في مسلسل قلب مجنون في عام 2017.

## اعمالها
وادي الذئاب في الجزء
(5)(6)(7)(8)(9)

## روابط خارجية
- تشيدم باتور على موقع IMDb (الإنجليزية)
- تشيدم باتور على موقع ألو سيني (الفرنسية)
- تشيدم باتور على موقع قاعدة بيانات الفيلم (الإنجليزية)
- تشيدم باتور على موقع كينوبويسك (الروسية)